# Strani amori (film)
Strani amori (Love Has Many Faces) è un film del 1965 diretto da Alexander Singer.
È un film drammatico statunitense a sfondo romantico con Lana Turner, Cliff Robertson e Hugh O'Brian.

## Produzione
Il film, diretto da Alexander Singer su una sceneggiatura di Marguerite Roberts, fu prodotto da Jerry Bresler per la Columbia Pictures Corporation e girato a Acapulco e Città del Messico in Messico. Nancy Wilson canta la canzone del titolo.

## Distribuzione
Il film fu distribuito con il titolo Love Has Many Faces negli Stati Uniti dal 24 febbraio 1965 al cinema dalla Columbia Pictures.
Alcune delle uscite internazionali sono state:
- in Germania Ovest il 17 aprile 1965 (Heißer Strand Acapulco)
- in Finlandia il 29 ottobre 1965 (Rakkauden monet kasvot)
- nel Regno Unito il 22 novembre 1965
- in Francia il 25 maggio 1966 (L'amour a plusieurs visages)
- in Danimarca il 30 settembre 1966
- in Turchia il 9 settembre 1968
- in Grecia (Kafti ammos sto Acapulco)
- in Spagna (Mil caras tiene el amor)
- in Messico (Mil rostros tiene el amor)
- in Brasile (O Amor Tem Muitas Faces)
- in Svezia (Strandraggare i Acapulco)
- in Italia (Strani amori)

## Promozione
La tagline è: "Love Has Many Faces on the Beach at Acapulco!".

## Critica
Secondo il Morandini il film è un "polpettone insopportabile, targato Columbia, uno di quelli che, ormai in declino, L. Turner non poteva rifiutare". Secondo Leonard Maltin il film è un "timido tentativo di realizzare un emozionante strappalcarime" Maltin segnala inoltre i "cambi di costume della playgirl Turner" mentre O'Brien e Robertson si limiterebbero a fare i "gigolò".